# Pseudolimnophila (Pseudolimnophila) seticostata
Pseudolimnophila (Pseudolimnophila) seticostata is een tweevleugelige uit de familie steltmuggen (Limoniidae). De soort komt voor in het Oriëntaals gebied.